# فرود بر ماه

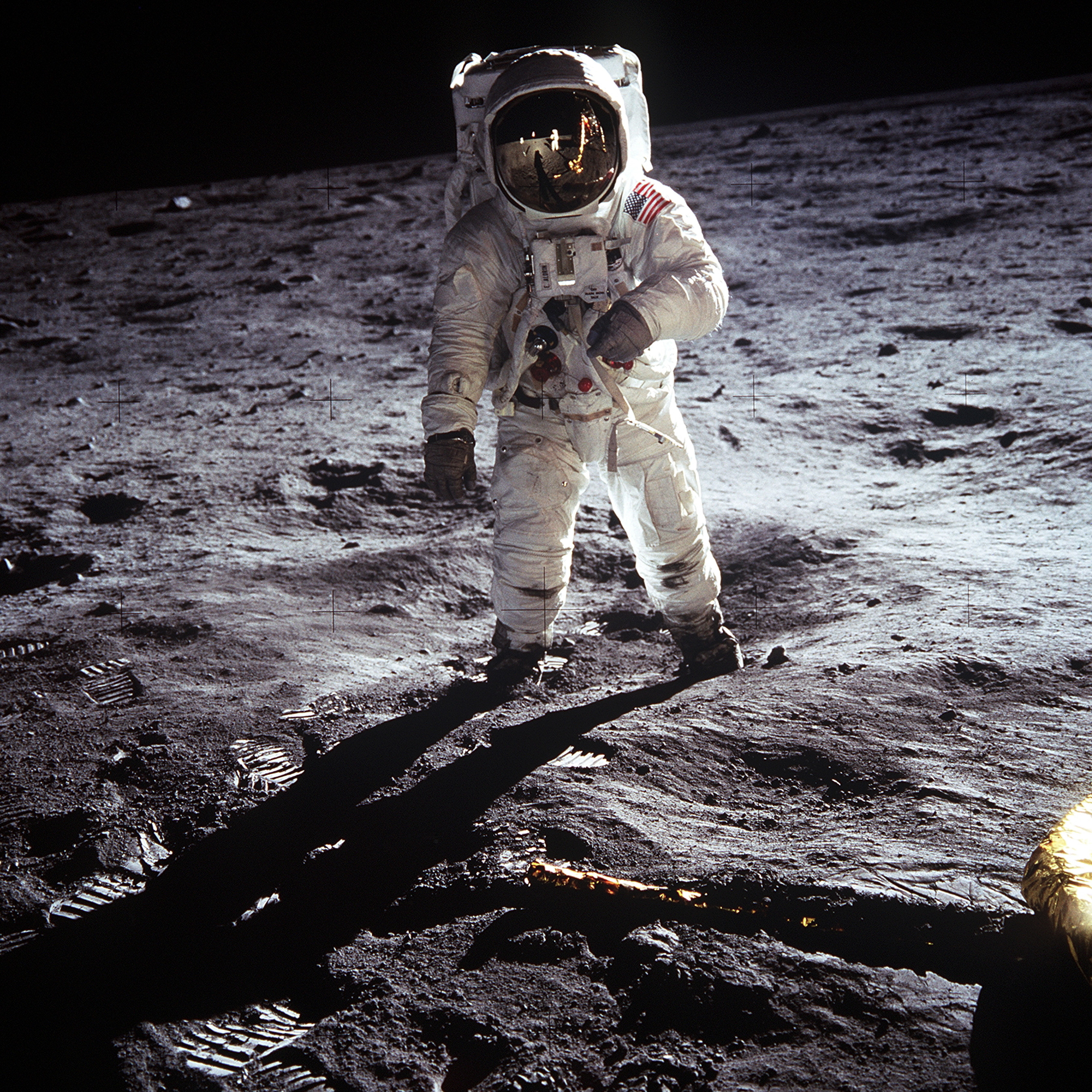
فرود در ماه

فرود بر ماه (به انگلیسی: Moon landing) برای نخستین بار آرزوی بسیاری از فضا نوردان بود و به کمک ۱۷ پروژه آپلو پیگیری شد که در پروژه‌های فضایی آپلو ۱۱-۱۲-۱۴-۱۵-۱۶-۱۷ انسان توانست بر روی سطح ماه فرود بیاید. نخستین انسان بر روی ماه نیل آرمسترانگ فضانورد آمریکایی است که طی مأموریت آپولو ۱۱ در ۲۰ ژوئیه سال ۱۹۶۹ میلادی بر روی ماه گام نهاد.